# 大弄蝶科
大弄蝶科（Megathymidae），大中型，触角椿状，末端无尖，也不弯曲，后足胫节只1个距；多毛似蛾，翅展4-8厘米，头部比胸部狭小。雄蝶比雌蝶小得多。飞翔力很强。幼虫体型大，头很小，危害丝兰等植物。分布：北美洲分布最广的蝶类，从美国南部到墨西哥北部。
包括2亚科：美大弄蝶亚科Aegialinae（2属26种）和大弄蝶亚科Megathyminae（2属9种），共计4属35种。